# قلعة جيق (ديكلة)
قلعة جیق (بالفارسية: قلعه‌جیق) هي قرية تقع في إيران في أذربيجان الشرقية. يقدر عدد سكانها بـ 50 نسمة .